# Audio Lessonover?
Audio Lessonover? es el cuarto álbum de estudio de la banda británica de rock Delirious?, publicado en agosto de 2001. Fue promocionado por el sencillo "Waiting for the Summer", que alcanzó el puesto número 26 en la lista oficial de sencillos del Reino Unido y por "Take Me Away", una canción que originalmente iba a ser lanzada como sencillo pero que finalmente fue dispuesta a través de MP3.com y desde la página oficial de la banda. 
En 2002 una nueva edición del álbum titulada como Touch fue lanzada solo para los Estados Unidos, incluyendo versiones remixadas de algunas canciones, versiones en vivo y vídeo clips.

## Trasfondo, composición y grabación
Después de King of Fools, Mezzamorphis y Glo, Delirious? quiso dirigir su rumbo hacia un "despojado" sonido pop con Audio Lessonover?, influenciado por banda como Coldplay, Radiohead, y Manic Street Preachers. Muchas de las canciones fueron grabadas semi - en vivo en el estudio, dando una sensación prima al álbum.
Chuck Zwicky (exproductor de Prince y Madonna) fue contratado para producir el disco, de acuerdo con Stuart Garrard, Zwicky fue muy influyente en la grabación del álbum: "desde el inicio tuvimos un enfoque para la producción y le pedimos que tomara esas primeras ideas y las transformara en algo novedoso y diferente... fue muy bueno para nosotros ser impulsados de esa manera". La banda también le atribuyó a Zwicky la creación de un sonido retro al álbum: "entramos en el estudio y Tim se sentó en el piano, y Zwicky le dijo no tan educadamente -bota a la basura ese piano, no voy a tener eso en mi estudio-, en su lugar, le dijo a Tim que tocara sintetizadores analógicos y Fender Rhodes a través de pedales de guitarra, fue algo muy diferente a como Tim estaba acostumbrado a grabar".

## Contenido
El contenido lírico del álbum difiere un poco de sus discos anteriores, incluyendo en su gran mayoría canciones de corte romántico. Martin Smith comento que el primer sencillo "Waiting for the Summer", fue una canción que surgió cuando ellos viajaban hacia Brighton y siendo continuo un clima lluvioso en esta ciudad pensaron en una canción que dijera, "estamos esperando el verano". En palabras de Smith: "es una canción de amor, de estar junto a mi esposa en el verano, riendo y disfrutando de nuestro alrededor". Otra canción "There Is An Angel", en una declaración de amor de Martin Smith hacia su esposa Anna, él ha comentado: "el despertarme una noche y ver a mi esposa dormida junto a mí y pensando, Dios, yo podría estropear este momento si no tengo cuidado de ella. Ella es el ángel que has puesto en mi vida yo debo proteger lo que me has dado". Smith ha dicho que la canción es su favorita del álbum.
Otra canción de amor "Bicycle Gasoline", escrita por Smith explica que: "las mujeres no quieren flores todo el tiempo, sólo necesitan escuchar que usted las ama, y viceversa. Una bicicleta no necesita gasolina. Ellas no necesitan joyas o vestidos todo el tiempo, solo necesitan amor; El amor de un hombre!".

## Promoción
A mediados de 2001 Delirious? se embarcó en una extensa campaña de promoción del sencillo "Waiting for the Summer" e hizo parte de algunas fechas del tour ‘‘One Wild Night’’ de Bon Jovi. Sin embargo una vez más el éxito en las listas principales se vio obstaculizado por la falta de difusión en la BBC Radio 1. El título del álbum en sí es un anagrama que pregunta: "¿BBC Radio 1 nos quiere?", el cual refleja la apatia radial por parte de la estación hacia Delirious? a raíz de su etiqueta de "banda cristiana".

## Recepción y respuesta crítica
A pesar del objetivo de crear un álbum pop muchos críticos catalogaron a Audio Lessonover? como el proyecto más complicado para la banda; Sin embargo medios especializados como The Phantom Tollbooth dio buenas referencias del disco tildándolo como el más accesible de Delirious?, mientras que el Q (revista) lo catalogó como "Complejo, con un estilo sin igual", mostrando también la dificultad que tenía el grupo para acceder a los mercados principales debido a sus letras con alto contenido espiritual.
Las ventas del álbum fueron inferiores a las de los anteriores tres discos, debutando en el N.º 58 de la lista de álbumes del Reino Unido.

## Lista de canciones

### UK
1. "Waiting for the Summer"
2. "Take Me Away"
3. "Love Is the Compass"
4. "Alien"
5. "Angel in Disguise"
6. "Rollercoaster"
7. "Fire"
8. "There Is an Angel"
9. "Bicycle Gasoline"
10. "A Little Love"
11. "Show Me Heaven"
12. "America"
13. "Stealing Time"

### US
1. "Touch" (New version)
2. "Love Is the Compass" (Remix)
3. "Fire"
4. "Alien"
5. "Angel in Disguise"
6. "Rollercoaster"
7. "Show Me Heaven"
8. "Take Me Away"
9. "Waiting for the Summer" (Remix)
10. "Stealing Time"

### Posicionamiento
| Año  | Listas          | Posición |
| ---- | --------------- | -------- |
| 2001 | UK Albums Chart | 58       |